# Осада Булони (1544—1546)
Осада Булони (октябрь 1544 — июнь 1546) — была предпринята французами в ходе англо-французской войны 1543—1546 годов.

## Англичане в Булони
Булонь была захвачена войсками Генриха VIII 14 сентября 1544, после двух месяцев осады. 18 сентября четвертая война Франциска I и Карла V завершилась подписанием Крепийского договора. Известие об этом достигло Булони 25-го, в день, когда лорд-маршал граф Арундел и лорд Сент-Джон с 5 тыс. человек и артиллерией стали лагерем перед Монтрёем.
Стало известно, что дофин с армией в 40—50 тыс. человек движется на Булонь. 26 сентября герцог Норфолк с сильным отрядом пехоты и тяжелой кавалерии сделал вылазку за реку, и отбросил передовые части французов. 28-го Генрих провел демонстрацию под стенами Монтрёя, и 30 сентября отплыл из Булони в Англию. Губернатором был оставлен лорд Лайл, имевший задание подготовить город к обороне.

## Наступление дофина
1 октября к городу вышел отряд французской кавалерии, численностью в 1 500 человек, завязавший перестрелку с англичанами. 3 октября герцоги Норфолк и Саффолк, и лорд-хранитель печати сняли лагерь и отступили в Кале, оставив в Булони около 3 300 человек с сильной артиллерией.
5 октября основные силы французов расположились у Маркиза. В составе армии находились герцог Орлеанский, сеньор Андело, рейнграф, герцог Немурский, сеньор де Ноай. Жан де Те привел 23 старые банды французской пехоты; швейцарцев и граубюнденцев было 20 000; и 4 000 немцев под командованием рейнграфа. Дав войскам несколько часов отдыха, дофин и адмирал д’Аннебо приняли решение с ходу штурмовать город, не оставив противнику времени для восстановления укреплений.

## Штурм Нижнего города
По словам Блеза де Монлюка, шпион, вернувшийся из Булони, сообщил зятю маршала дю Бьеса Жаку де Фукезолю, что Нижний город плохо защищен, и овладеть им не составит труда. В ночь 5/6 октября войска маршала дю Бьеса атаковали Нижний город, рассчитывая захватить там вражескую артиллерию, и пытались овладеть башней Одр. В результате им удалось блокировать противника в крепости, и занять позицию на левом берегу реки, откуда они могли контролировать порт. Эта ночная атака в источниках называется «камизадой», так как солдаты надели поверх одежды белые рубахи, чтобы свои не спутали их с противником в темноте.

## Штурм цитадели
Рано утром Монлюк и де Те произвели с сотней всадников рекогносцировку, и обнаружили наиболее слабый участок обороны: между башней Одр и стеной крепости. Для нового штурма были выделены части де Те (10 000), неизвестное количество итальянцев и 6 000 швейцарцев. Рейнграф со своими ландскнехтами хотел принять участие в операции, но дофин предпочел использовать итальянцев Сан-Сегондо, что Монлюк считает роковой ошибкой.
Второй штурм подробно описывает Монлюк в своих «Записках». Ночью 6/7 октября де Те, Фукезоль и Монлюк заняли оставшуюся под контролем англичан часть Нижнего города, прикрытую только рвами, но войска слишком увлеклись грабежом и резней. Из-за недостатка дисциплины и плохой координации действий наступление потеряло темп, чем воспользовался лорд Лайл, устроивший вылазку с большей частью гарнизона. Ударив на потерявших порядок французов, он выбил их с занятых позиций, нанеся значительные потери. Жан де Те был ранен, а Фукезоль убит.
Мартен дю Белле пишет, что французам следовало направить 10—12 банд для прикрытия со стороны крепости, а Монлюк полагает, что главные силы должны были немедленно идти на штурм цитадели, не задерживаясь в Нижнем городе.

## Начало осады
Несмотря на неудачный штурм, крепость, стены которой были сильно повреждены во время предыдущей осады, а гарнизон значительно уступал противнику, продолжала рассматриваться французами как легкая добыча. Для усиления обороны Королевский совет потребовал возвести новые укрепления: одно возле башни Одр, другое — в Нижнем городе.
Дофин не мог предпринять новую атаку, так как при быстром марше на Булонь тылы отстали, и войскам не хватало провизии. Дороги были сильно разбиты и стали труднопроходимыми с началом осенних дождей, а окрестности города были совершенно опустошены. 21 октября Генрих уехал в Абвиль, а в начале ноября распустил швейцарцев и граубюнденцев, оставив под Булонью маршала дю Бьеса с 6 тыс. французской и итальянской пехоты.
Англичане в конце осени — начале зимы спешно возводили новые укрепления в городе и возле башни, но не пытались закрепиться на левом берегу Льяны, где полуостров Утро представлял собой выгодную позицию, позволявшую защитить порт (Портель). Маршал дю Бьес в конце января направил туда несколько тысяч человек с артиллерией. Закрепившись на холме Утро, французы могли держать под обстрелом устье реки.

## Кампания 1545 года
Для англичан не были секретом масштабные приготовления Франциска I к реваншу на море и высадке на острове. 30 января лорд Лайл был отозван из Булони и вернулся к исполнению адмиральской должности. Ему на смену был направлен лорд Томас Пойнингс, заместителями которого стали Томас Уайетт и Томас Палмер, в качестве капитанов Нижнего города и башни Одр. Граф Хертфорд был назначен лейтенантом короля на континенте и командующим войсками.
Зимой и весной противники устраивали рейды по вражеской территории и действовали на линиях коммуникаций. 7 марта британское правительство решило прекратить фортификационные работы у башни, сосредоточившись на укреплении самого города.
Франциск приказал дю Бьесу возвести на полуострове Утро, рядом с Портелем, форт, орудия которого могли бы вести обстрел одновременно и эстуария Льяны и башни Одр, тем самым сильно затруднив снабжение Булони морским путем. Маршал настоял на изменении первоначального плана, заявив, что на самой оконечности полуострова гарнизон будет страдать от недостатка воды и не сможет укрываться от ветров.
Работы начались в июле, но нанятый французами итальянский инженер Антонио Меллони, предложивший возвести пятиугольный форт с фланкирующими бастионами, оказался плохим специалистом. По словам Мартена дю Белле, направленного королем с инспекцией, укрепление вместо запланированной тысячи человек вмещало всего 500—600, а на бастионах невозможно было установить орудия. Постройку, к большому стыду маршала дю Бьеса, обещавшего закончить работы к концу августа, пришлось снести.
10 июля французская батарея, установленная на холме Утро, начала обстрел Булони, а английские орудия Верхнего города, башни Одр и недавно построенного форта Юнг-Мэн вели ответный огонь. По причине большого расстояния этот взаимный обстрел, вероятно, не мог нанести серьёзного ущерба, но лорд Пойнингс был обеспокоен фортификационными работами французов, и планировал захватить полуостров Утро и снести все, что противник успел там соорудить. Сил гарнизона для такой операции было недостаточно, и губернатор просил подкреплений из метрополии, но получил отказ, так как войска были необходимы для отпора возможному французскому вторжению.
В конце июля адмирал д’Аннебо, возвращавшийся из английской экспедиции, высадил возле Портеля 4 тыс. солдат и 3 тыс. пионеров в помощь осаждающим.
Нерешительность англичан позволила французам без особых помех продолжать строить укрепление, но работы продвигались медленно из-за недостатка людей. По сообщению Монлюка, стоявшего с ротой гасконцев на Утро, однажды пионеры вообще дезертировали в полном составе, «что вполне обычно для этой сволочи», и маршал дю Бьес, опасавшийся гнева короля, сперва пытался нанять на место беглецов других работников, а затем обратился к солдатам. Те работать на строительстве отказались, в один голос заявив, что нанимались сражаться, а не землю копать.
Франциск, раздраженный противоречивыми донесениями, приходившими из под Булони, в октябре направил туда комиссию, сделавшую пессимистичный вывод о том, что крепость на Утро едва ли сможет обороняться без поддержки полевой армии.
В результате, в кампанию 1545 года под Булонью противники даже не пытались перейти к активным боевым действиям. Англичане также продолжали усиливать свои укрепления, и 8 сентября закончили возведение мола, защищавшего корабли от французского обстрела. Лорд Пойнингс 18 августа умер от заразной болезни (чумы или тифа), свирепствовавшей в округе, и был заменен 3 сентября графом Сурреем, старшим сыном герцога Норфолка, поэтом и воином, оказавшимся весьма слабым администратором.

## Герцог Орлеанский и Франсуа де Гиз
Эпидемия затрудняла ведение военных действий. Летом французы теряли до 120 человек в день. Из четырёхтысячного гарнизона одной из крепостей менее чем за месяц умерло 3 тыс. человек. Дю Белле сообщает, что однажды, в комнате, где он ночевал, трое людей, вечером чувствовавшие себя здоровыми, на утро не проснулись. Самой знатной жертвой болезни стал 23-летний герцог Орлеанский, прибывший в лагерь между Монтрёем и Абвилем 4 сентября. Пренебрегая опасностью, он расположился в доме, где умерли восемь человек, спал на их кровати, и скончался от лихорадки через пять дней, после краткой ремиссии, едва успев попрощаться с отцом, поспешившим к нему, несмотря на предостережения придворных..
Мелкие стычки в районе крепости не прекращались, и в одной из них получил серьёзное ранение юный граф Омальский, отправившийся на осаду Булони с армией герцога Орлеанского. Английский тяжеловооруженный всадник вонзил ему копье в лицо, пониже правого глаза и рядом с носом, с такой силой, что железный наконечник пробил голову, и вышел на два пальца с другой стороны, возле уха, а древко обломилось в ране. Несмотря на это, Гиз удержался в седле, и, вернувшись в лагерь, потребовал вызвать Амбруаза Паре. Искусный хирург сумел извлечь и дерево и сталь, сохранив пациенту глаз, при том, что наконечник полностью погрузился в голову и застрял в кости. По словам Мартена дю Белле, два или три дня никто не надеялся, что граф выживет.
Из-за этой раны Франсуа де Гиз получил свое знаменитое прозвище «Меченый» (le Balafré).

## Кампания 1546 года. Мир
В январе Суррей рассредоточил булонский гарнизон между башней, замком, Верхним и Нижним городом. По причине финансовых затруднений Королевский совет в марте предписал графу изгнать из Булони лишние рты (женщин и детей), ограничив численность обороняющихся пятью тысячами. Вскоре Суррей был отозван в Англию, где сложил голову на эшафоте, обвиненный в несуществующем заговоре, а на его место 9 апреля был прислан барон Уильям Грей де Уилтон.
Генрих VIII предпринял последнюю попытку военного решения конфликта. 17 января было решено отправить новую армию на континент. Граф Хертфорд высадился в Кале с 16 000 англичан, 10 000 испанских, итальянских и немецких наемников, и 4 000 кавалерии. Флот разграбил побережье, а Херфорд 23 марта подошел к Булони, занявшись укреплением порта в Амблетёзе.
Через три недели английский король согласился на мирные переговоры. Пока в Ардре шла конференция, противники пытались усилить свои позиции в районе Булони. Французы в конце мая начали строить форт на холме Сент-Этьен, а Херфорд приказал возвести крепость на холме Мон-Ламбер.
По условиям Ардрского мира, заключенного 7 июня, сторонам запрещалось до 1554 года возводить новые укрепления, но разрешалось закончить строительство уже начатых. Французы получали право выкупить Булонь через восемь лет, выплатив в рассрочку почти два миллиона золотых экю, что составляло весьма значительную сумму. До этого времени река Льяна становилась границей, и область ниже по течению от моста Брик, вместе с портом, отходила к англичанам.
Споры из-за правомерности строительства на Мон-Ламбере начались на следующий день после подписания договора. Взаимные претензии и конфликты не прекращались до начала в 1549 году новой осады Булони.